# 人相学
『人相学』（にんそうがく）あるいは『観相学』（かんそうがく、希: Φυσιογνωμονικά、羅: Physiognomonica、英: Physiognomonics）とは、アリストテレス名義の自然学短篇著作の1つであり、『小品集』を構成する9篇の内の1つ。アリストテレスの作品ではなく、ペリパトス派（逍遙学派）の後輩たちの作品と見られている。

## 構成
全6章から成る。
- 第1章 - 本篇の問題。人相学（観相学）研究の企図。気質は身体に従う。霊魂の身体への影響。身体と霊魂の相関関係。研究の方法。研究上の誤謬について。
- 第2章 - 人相学の定義。人相学（観相学）研究のための諸々の特徴の根拠。皮膚の色、毛髪、声、勇敢・臆病。
- 第3章 - 様々な性格の特徴。勇敢、臆病、気立てが良い、鈍感、厚かましい、謹直、快活、無気力、淫蕩、執拗、激情的、温和、皮肉的、卑屈、憐れみ深い、健啖、好色、眠たげ、記憶明晰。
- 第4章 - 研究の企図・方法の再論。霊魂と身体は共感的で相互依存的。
- 第5章 - 動物の類型による特徴の選択。勇敢、臆病、正、不正。雄と雌の比較。ライオン。豹。
- 第6章 - 動物の身体各部から人間の諸特徴への推論。

## 日本語訳
- 『アリストテレス全集10』 岩波書店、1969年
- 『新版 アリストテレス全集12 小論考集』岩波書店、2015年